# Liste der Ministerpräsidenten von Jordanien
Die Liste enthält die Ministerpräsidenten des Landes Jordanien.

## Ministerpräsidenten Jordaniens (ab 1921)

### Transjordanien
| Name                                   | von                | bis                | Partei                                |
| -------------------------------------- | ------------------ | ------------------ | ------------------------------------- |
| Raschid Tali’a                         | 11. April 1921     | 15. August 1921    | Unabhängigkeitspartei (Hizb Istiqlal) |
| Mazhar Raslan (1. Amtszeit)            | 15. August 1921    | 10. März 1922      | parteilos                             |
| Rida Pascha (1. Amtszeit)              | 10. März 1922      | 1. Februar 1923    | parteilos                             |
| Mazhar Raslan (2. Amtszeit)            | 1. Februar 1923    | 5. September 1923  | parteilos                             |
| Hasan Chalid Abu al-Huda (1. Amtszeit) | 5. September 1923  | 3. März 1924       | parteilos                             |
| Rida Pascha (2. Amtszeit)              | 3. März 1924       | 26. Juni 1926      | parteilos                             |
| Hasan Chalid Abu al-Huda (2. Amtszeit) | 26. Juni 1926      | 22. Februar 1931   | parteilos                             |
| Abdallah Sarradsch                     | 22. Februar 1931   | 18. Oktober 1933   | parteilos                             |
| Ibrahim Hashem (1. Amtszeit)           | 18. Oktober 1933   | 28. September 1938 | parteilos                             |
| Tawfik Abu al-Huda (1. Amtszeit)       | 28. September 1938 | 15. Oktober 1944   | parteilos                             |
| Samir ar-Rifaʿi (1. Amtszeit)          | 15. Oktober 1944   | 19. Mai 1945       | parteilos                             |
| Ibrahim Hashem (2. Amtszeit)           | 19. Mai 1945       | 25. Mai 1946       | parteilos                             |

### Jordanien
| Name                               | von                | bis                          | Partei                          |
| ---------------------------------- | ------------------ | ---------------------------- | ------------------------------- |
| Ibrahim Hashem (2. Amtszeit)       | 25. Mai 1946       | 4. Februar 1947              | parteilos                       |
| Samir ar-Rifaʿi (2. Amtszeit)      | 4. Februar 1947    | 28. Dezember 1947            | parteilos                       |
| Tawfik Abu al-Huda (2. Amtszeit)   | 28. Dezember 1947  | 12. April 1950               | parteilos                       |
| Saʿid al-Mufti (1. Amtszeit)       | 12. April 1950     | 4. Dezember 1950             | parteilos                       |
| Samir ar-Rifaʿi (3. Amtszeit)      | 4. Dezember 1950   | 25. Juli 1951                | parteilos                       |
| Tawfik Abu al-Huda (3. Amtszeit)   | 25. Juli 1951      | 5. Mai 1953                  | parteilos                       |
| Fawzi al-Mulki                     | 5. Mai 1953        | 4. Mai 1954                  | parteilos                       |
| Tawfik Abu al-Huda (4. Amtszeit)   | 4. Mai 1954        | 30. Mai 1955                 | parteilos                       |
| Saʿid al-Mufti (2. Amtszeit)       | 30. Mai 1955       | 15. Dezember 1955            | parteilos                       |
| Hazza' al-Madschali (1. Amtszeit)  | 15. Dezember 1955  | 21. Dezember 1955            | parteilos                       |
| Ibrahim Hashem (3. Amtszeit)       | 21. Dezember 1955  | 8. Januar 1956               | parteilos                       |
| Samir ar-Rifaʿi (4. Amtszeit)      | 8. Januar 1956     | 22. Mai 1956                 | parteilos                       |
| Saʿid al-Mufti (3. Amtszeit)       | 22. Mai 1956       | 1. Juli 1956                 | parteilos                       |
| Ibrahim Hashem (4. Amtszeit)       | 1. Juli 1956       | 29. Oktober 1956             | parteilos                       |
| Sulaimān an-Nābulusī               | 29. Oktober 1956   | 13. April 1957               | Nationale Sozialistische Partei |
| Abdelhalim al-Nimr                 | 13. April 1957     | 15. April 1957               | Nationale Sozialistische Partei |
| Husayin al-Chalidi                 | 15. April 1957     | 24. April 1957               | parteilos                       |
| Ibrahim Hashem (5. Amtszeit)       | 24. April 1957     | 18. Mai 1958                 | parteilos                       |
| Samir ar-Rifaʿi (5. Amtszeit)      | 18. Mai 1958       | 6. Mai 1959                  | parteilos                       |
| Hazza' al-Madschali (2. Amtszeit)  | 6. Mai 1959        | 29. August 1960              | parteilos                       |
| Bahdschat at-Talhuni (1. Amtszeit) | 29. August 1960    | 28. Januar 1962              | parteilos                       |
| Wasfi al-Tal (1. Amtszeit)         | 28. Januar 1962    | 27. März 1963                | parteilos                       |
| Samir ar-Rifaʿi (6. Amtszeit)      | 27. März 1963      | 21. April 1963               | parteilos                       |
| Hussein ibn Nasser (1. Amtszeit)   | 21. April 1963     | 6. Juli 1964                 | parteilos                       |
| Bahdschat at-Talhuni (2. Amtszeit) | 6. Juli 1964       | 14. Februar 1965             | parteilos                       |
| Wasfi al-Tal (2. Amtszeit)         | 14. Februar 1965   | 4. März 1967                 | parteilos                       |
| Hussein ibn Nasser (2. Amtszeit)   | 4. März 1967       | 23. April 1967               | parteilos                       |
| Saad Dschumaa                      | 23. April 1967     | 7. Oktober 1967              | parteilos                       |
| Bahdschat at-Talhuni (3. Amtszeit) | 7. Oktober 1967    | 24. März 1969                | parteilos                       |
| Abdul-Munim al-Rifai (1. Amtszeit) | 24. März 1969      | 13. August 1969              | parteilos                       |
| Bahdschat at-Talhuni (4. Amtszeit) | 13. August 1969    | 27. Juni 1970                | parteilos                       |
| Abdul-Munim al-Rifai (2. Amtszeit) | 27. Juni 1970      | 16. September 1970           | parteilos                       |
| Muhammad Daoud                     | 16. September 1970 | 26. September 1970           | parteilos                       |
| Ahmad Toukan                       | 26. September 1970 | 28. Oktober 1970             | parteilos                       |
| Wasfi al-Tal (3. Amtszeit)         | 28. Oktober 1970   | 28. November 1971 (ermordet) | parteilos                       |
| Ahmad al-Lawzi                     | 29. November 1971  | 26. Mai 1973                 | parteilos                       |
| Zaid ar-Rifaʿi (1. Amtszeit)       | 26. Mai 1973       | 13. Juli 1976                | parteilos                       |
| Mudar Badran (1. Amtszeit)         | 13. Juli 1976      | 19. Dezember 1979            | parteilos                       |
| Abdelhamid Sharaf                  | 19. Dezember 1979  | 3. Juli 1980                 | parteilos                       |
| Kassim al-Rimawi                   | 3. Juli 1980       | 28. August 1980              | parteilos                       |
| Mudar Badran (2. Amtszeit)         | 28. August 1980    | 10. Januar 1984              | parteilos                       |
| Ahmad Obeidat                      | 10. Januar 1984    | 4. April 1985                | parteilos                       |
| Zaid ar-Rifaʿi (2. Amtszeit)       | 4. April 1985      | 27. April 1989               | parteilos                       |
| Zaid ibn Shaker (1. Amtszeit)      | 27. April 1989     | 4. Dezember 1989             | parteilos                       |
| Mudar Badran (3. Amtszeit)         | 4. Dezember 1989   | 19. Juni 1991                | parteilos                       |
| Taher al-Masri                     | 19. Juni 1991      | 21. November 1991            | parteilos                       |
| Zaid ibn Shaker (2. Amtszeit)      | 21. November 1991  | 29. Mai 1993                 | parteilos                       |
| Abdelsalam al-Majali (1. Amtszeit) | 29. Mai 1993       | 7. Januar 1995               | parteilos                       |
| Zaid ibn Shaker (3. Amtszeit)      | 7. Januar 1995     | 4. Februar 1996              | parteilos                       |
| Abdelkarim al-Kabariti             | 4. Februar 1996    | 19. März 1997                | parteilos                       |
| Abdelsalam al-Majali (2. Amtszeit) | 19. März 1997      | 20. August 1998              | parteilos                       |
| Fayez al-Tarawneh (1. Amtszeit)    | 20. August 1998    | 4. März 1999                 | parteilos                       |
| Abdelraouf al-Rawabdeh             | 4. März 1999       | 19. Juni 2000                | parteilos                       |
| Ali Abu al-Ragheb                  | 19. Juni 2000      | 5. Oktober 2003              | parteilos                       |
| Faisal al-Fayiz                    | 25. Oktober 2003   | 6. April 2005                | parteilos                       |
| Adnan Badran                       | 6. April 2005      | 27. November 2005            | parteilos                       |
| Maruf al-Bachit                    | 27. November 2005  | 25. November 2007            | parteilos                       |
| Nadir adh-Dhahabi                  | 25. November 2007  | 14. Dezember 2009            | parteilos                       |
| Samir Rifai                        | 14. Dezember 2009  | 1. Februar 2011              | parteilos                       |
| Maruf al-Bachit                    | 9. Februar 2011    | 24. Oktober 2011             | parteilos                       |
| Aun Schaukat al-Chasauneh          | 24. Oktober 2011   | 2. Mai 2012                  | parteilos                       |
| Fayez al-Tarawneh (2. Amtszeit)    | 2. Mai 2012        | 11. Oktober 2012             | parteilos                       |
| Abdullah Ensour                    | 11. Oktober 2012   | 29. Mai 2016                 | parteilos                       |
| Hani al-Mulki                      | 29. Mai 2016       | 4. Juni 2018                 | parteilos                       |
| Omar al-Razzaz                     | 5. Juni 2018       | 12. Oktober 2020             | parteilos                       |
| Bisher Al-Khasawneh                | 12. Oktober 2020   | 15. September 2024           | parteilos                       |
| Jafar Hassan                       | 15. September 2024 |                              | parteilos                       |